# Ozark (Missouri)
Ozark ist eine Stadt (mit dem Status „City“) und Verwaltungssitz des Christian County im Südwesten des US-amerikanischen Bundesstaates Missouri. Bei der Volkszählung im Jahr 2020 hatte Ozark 21.284 Einwohner.
Ozark ist Bestandteil der Metropolregion um die Stadt Springfield.

## Geografie
Ozark liegt inmitten der hügeligen Landschaft des Ozark-Plateaus auf 38°47′04″ nördlicher Breite und 90°43′50″ westlicher Länge. Die Stadt erstreckt sich über eine Fläche von 28,75 km².
Benachbarte Orte sind McCracken (5,2 km östlich), Highlandville (16,6 km südwestlich), Nixa (9,4 km westlich), Springfield (30,3 km nordöstlich) und Linden (17 km nordöstlich).
Die nächstgelegenen größeren Städte sind St. Louis (365 km nordöstlich), Memphis in Tennessee (454 km südöstlich), Arkansas’ Hauptstadt Little Rock (323 km südlich), Tulsa in Oklahoma (312 km südwestlich), Kansas’ größte Stadt Wichita (424 km westlich) und Missouris größte Stadt Kansas City (296 km nordwestlich).

## Verkehr
Ozark liegt am zum Freeway ausgebauten U.S. Highway 65, der die kürzeste Verbindung von Springfield nach Branson bildet. Im Stadtzentrum kreuzt die Missouri State Route 14.
Die nächstgelegenen Flughäfen sind der Springfield-Branson National Airport und der Branson Airport.

## Demografische Daten
Nach der Volkszählung im Jahr 2010 lebten in Ozark 17.820 Menschen in 6506 Haushalten. Die Bevölkerungsdichte betrug 619,8 Einwohner pro Quadratkilometer. Damit hat die Stadt ihre Einwohnerzahl zwischen den letzten beiden Volkszählungen nahezu verdoppelt.
Ethnisch betrachtet setzte sich die Bevölkerung zusammen aus 95,2 Prozent Weißen, 0,8 Prozent Afroamerikanern, 0,5 Prozent amerikanischen Ureinwohnern, 0,5 Prozent Asiaten sowie aus anderen ethnischen Gruppen; 2,0 Prozent stammten von zwei oder mehr Ethnien ab. Unabhängig von der ethnischen Zugehörigkeit waren 3,2 Prozent der Bevölkerung spanischer oder lateinamerikanischer Abstammung.
In den 6506 Haushalten lebten statistisch je 2,53 Personen.
30,2 Prozent der Bevölkerung waren unter 18 Jahre alt, 59,7 Prozent waren zwischen 18 und 64 und 10,1 Prozent waren 65 Jahre oder älter. 52,7 Prozent der Bevölkerung war weiblich.
Das jährliche Durchschnittseinkommen eines Haushalts lag bei 48.473 USD. Das Prokopfeinkommen betrug 22.457 USD. 14,2 Prozent der Einwohner lebten unterhalb der Armutsgrenze.